# 石綿宏司
石綿 宏司（いしわた こうじ、1994年3月28日 - ）は、日本の歌手、俳優。神奈川県出身。テレビ東京で放送されたオーディション番組『ガチだん!』で勝ち抜いた、6人組ダンス&ボーカルグループ『スクランブルガム』のメンバーでリーダーを務めたのちに、ソロシンガーに転向、その後アイドル歌謡グループ『華MEN組』としてキングレコードよりメジャー・デビュー

## 経歴
父親が日本人、母親が韓国人の日韓のハーフ。神奈川県横浜市に生まれ、当時実家が銭湯を営み、幼いころから広い浴室でよく歌っていたことから歌手を志す。小学校高学年に芸能事務所に所属していた友人の勧めでオーディションを受けるが落選。本人は「見た目でも落ちた気がする」と話している。高校入学後、アクターズスタジオ東京本部校（アクターズスタジオ北海道の系列）にて本格的に様々な芸能の技術を磨いた。スクール在籍中に様々なオーディションを受け100回以上落ち続け、数社の育成契約経験を経て、株式会社SDR（スターダスト レコーズ）主催の『超ボーカリストオーディション』ファイナリストにも選出されるが、辞退。並行して行われていたオーディション番組「ガチだん！」にて、2018年にダンスボーカルグループ「スクランブルガム」のメンバーとしてUNIVERSAL MUSIC JAPAN / EMI recordsよりメジャーデビューを果たす。
2018年8月22日に、1stシングル『夜明けの1ページ』でユニバーサルミュージック / EMIからメジャーデビュー。
2019年7月10日に、2ndシングル『下書きのHero』をリリース。リリースに伴い、世界初の「生ビデオ通話特典会」を実施した。
2019年12月25日に、1st Digital Single『Got Move! Share Love!7』をリリース。
2021年6月26日 2nd Digital Single『SUPER LIKE / エビバディエイサッサ』をリリース。
2021年8月15日 3rd Digital Single『Love Story』をリリース。
その後2021年10月9日を行われた『スクランブルガム3rdワンマンライブ』をもって、スクランブルを卒業。
その後、2021年10月16日付けでソロシンガーとして活動を開始。都内のライブハウスや音楽番組のサポートを行い、国内最大級のアーティストバトル大会「アーティストリーグ」のベスト16に選出。
2022年12月17日 スマートフォンアプリ
「Rise of Kingdoms -万国覚醒-」の3周年テーマソング「Reason of Knight」の歌唱を担当。
2023年10月 テレビ東京「目を閉じてお聞きください」”WATEA”名義で出演
2023年10月 オリックス生命 「音楽ライブ篇」”CURE Next” ”Bridge” ”RISE”出演
2023年11月 テレビ東京 「テロップ再生工場」ナレーション担当
その後2024年3月6日にキングレコードより、アイドル歌謡グループ『華MEN組』としての活動を発表。本人は人生2度目のメジャーデビューとなる。
2024年5月22日に、1stミニアルバム『華やかに抱きしめて』でキングレコードからメジャーデビュー。

## 出演

### バラエティー
- ガチだん!（2018年4月 - 6月、テレビ東京）

### MV
- Chelsy「Restart」(2017年5月)

### 舞台
- フォトシネマ朗読劇『天使がいた三十日』（2019年5月）

- スクランブルガム舞台公演『GREEN GRASS』（2019年11月）

- フォトシネマ朗読劇『HARAJUKU〜天使がくれた7日間〜』（2020年2月）

- 『エグジスタンス〜居場所を求めて〜』（2020年9月）
- MUSICA『追憶のアンブレラ ～VOICE 2023』（2023年4月）- レフト 役[2]

### 映画
- 神田川のふたり（2022年） - 黒衣 役[3]